# 21719 Pasricha
21719 Pasricha è un asteroide della fascia principale. Scoperto nel 1999, presenta un'orbita caratterizzata da un semiasse maggiore pari a 2,4213950 UA e da un'eccentricità di 0,1298203, inclinata di 2,10525° rispetto all'eclittica.